# 巴烏吉
巴烏吉（古北歐語：Baugi），在北歐神話中，是巨人族的一員，他是吉爾林（Gilling）的兒子，蘇圖恩（Suttung）的弟弟。
關於他的故事，出現在奧丁（Odin）偷取智慧密酒裡。用智者克瓦希爾（Kvasir）的血做成的密酒，據說只要嚐了一口就可以得到詩的智慧。得到密酒的蘇圖恩將酒藏在山裡，但被奧丁利用詭計給騙走了。在這個詭計中，奧丁變成一個農夫接近巴烏吉，答應要幫他完成收割的工作，巴烏吉只好協助奧丁去取得智慧密酒。